# Beautiful Girls
Pour l’article homonyme, voir Beautiful Girls (film).
Singles de Sean Kingston
Me Love
(2007)
Beautiful Girls (« Jolies filles » en anglais) est le premier single pop aux influences reggae de Sean Kingston extrait de l'album Sean Kingston. Comme le reste de l'album, il a été produit par Jonathan "JR" Rotem.

## Sample
Beautiful Girls reprend un sample du tube mythique Stand By Me de Ben E. King.

## Signification
Dans cette chanson, le chanteur parle de sa conjointe, qui est très belle, et qui utilise sa beauté pour le pousser à commettre des délits. Cependant il sait que leur histoire ne mènera à rien. Il dit qu'elle "le rend fou" et que le jour où ils se sépareront, cela l'amènera au suicide.

### Classement
| Classement (2007)                       | Meilleure position |
| --------------------------------------- | ------------------ |
| Allemagne (Media Control AG)            | 10                 |
| Australie (ARIA)                        | 1                  |
| Autriche (Ö3 Austria Top 40)            | 4                  |
| Belgique (Flandre Ultratop 50 Singles)  | 10                 |
| Belgique (Wallonie Ultratop 50 Singles) | 7                  |
| Canada (Hot 100)                        | 1                  |
| Danemark (Tracklisten)                  | 6                  |
| Écosse (OCC)                            | 1                  |
| États-Unis (Hot 100)                    | 1                  |
| États-Unis (R&B/Hip-Hop Songs)          | 12                 |
| États-Unis (Pop Airplay)                | 2                  |
| Europe (Hot 100)                        | 1                  |
| Finlande (Suomen virallinen lista)      | 19                 |
| France (SNEP)                           | 2                  |
| Hongrie (Rádiós Top 40)                 | 1                  |
| Hongrie (Dance Top 40)                  | 6                  |
| Hongrie (Single Top 40)                 | 7                  |
| Irlande (IRMA)                          | 1                  |
| Italie (FIMI)                           | 7                  |
| Norvège (VG-lista)                      | 6                  |
| Nouvelle-Zélande (RMNZ)                 | 1                  |
| Pays-Bas (Single Top 100)               | 11                 |
| Tchéquie (IFPI Rádio)                   | 9                  |
| Royaume-Uni (UK Singles Chart)          | 1                  |
| Royaume-Uni (UK R&B Chart)              | 1                  |
| Slovaquie (IFPI Rádio)                  | 14                 |
| Suède (Sverigetopplistan)               | 2                  |
| Suisse (Schweizer Hitparade)            | 11                 |

## Certification
| Pays   | Certification                      |
| ------ | ---------------------------------- |
| Canada | 3x platine (sonnerie téléphonique) |